# Oideterus
Oideterus es un género de escarabajos longicornios de la tribu Anacolini.

## Especies
- Oideterus andrarius (Galileo, 1987)
- Oideterus birai Galileo, Komiya & Santos-Silva, 2018
- Oideterus buquetii Thomson, 1857
- Oideterus crenatocerus (Galileo, 1987)
- Oideterus dichotomus (Galileo, 1987)
- Oideterus ecuadorensis Vlasák & Santos-Silva, 2022
- Oideterus elegans (Waterhouse, 1880)
- Oideterus farallonensis Ascuntar-Osnas, 2018
- Oideterus inaequalis Galileo & Santos-Silva, 2015
- Oideterus latithorax Botero, Galileo & Santos-Silva, 2019
- Oideterus leoninus Vlasák & Santos-Silva, 2022
- Oideterus lobicollis (Bates, 1875)
- Oideterus magnificus (Galileo, 1987)
- Oideterus nigrum Botero, Galileo & Santos-Silva, 2019
- Oideterus pallidus (Galileo, 1987)
- Oideterus tibiaprocerus Botero, Galileo & Santos-Silva, 2019